# Audi A5 F5
L'Audi A5 F5 è la seconda generazione dell'Audi A5, un'autovettura del segmento D prodotta dalla casa automobilistica tedesca Audi a partire dal 2016 al 2024.

## Descrizione e storia
Il 2 giugno 2016 è stata presentata a Ingolstadt la seconda serie della A5. 

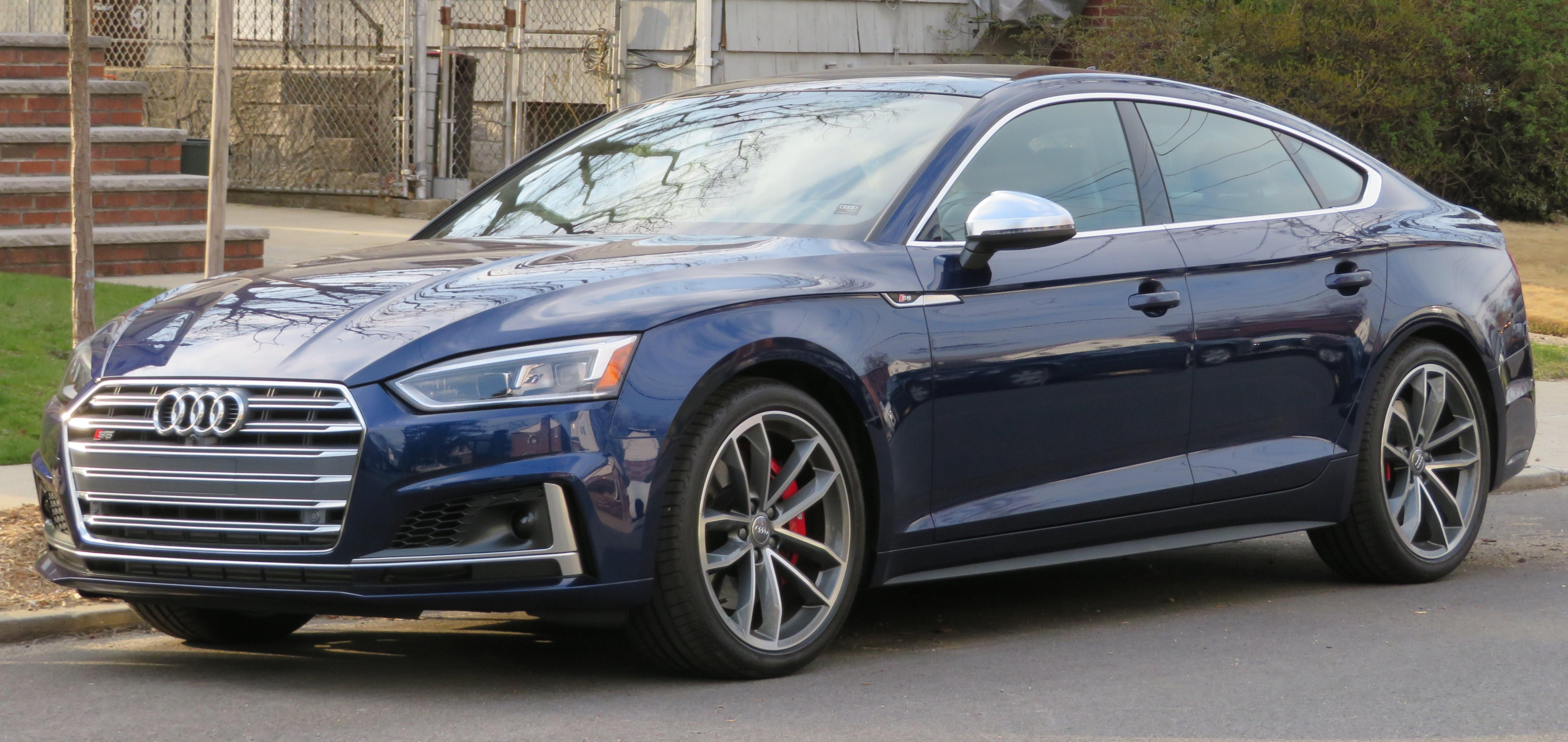
Fronte Sportback 2ª serie

La versione Sportback, in particolare, ha il passo allungato, per una lunghezza complessiva di oltre 4,75 m, sbalzi ridotti e un cofano motore lungo e pronunciato. 
Esteticamente è dominata dalla griglia anteriore single frame tridimensionale, più piatta e larga, mentre conserva la forma ondulata della linea di spalla. Il posteriore presenta uno spiccato andamento orizzontale con il portellone caratterizzato da un'aletta frangivento.
Gli interni sono più ampi, con 17 mm in più in lunghezza, 11 mm in più in larghezza al livello delle spalle del conducente e 24 mm in più per il sedile posteriore. Il vano bagagli è aumentato a 480 litri e spicca la nuova architettura orizzontale. In alternativa agli strumenti analogici di forma circolare di serie è disponibile l'Audi virtual cockpit.

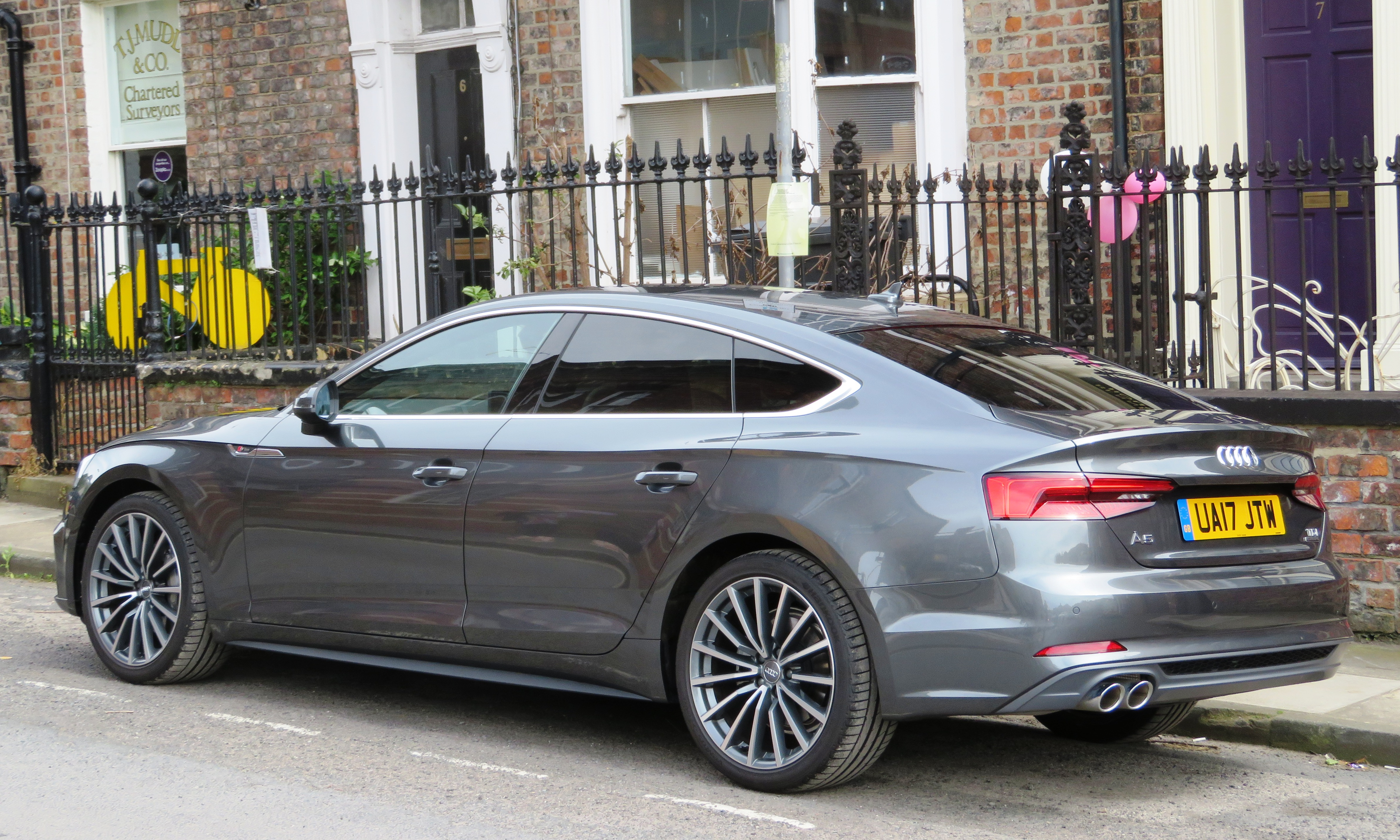
Retro Sportback 2ª serie

La seconda serie introduce anche innovativi sistemi di assistenza alla guida, come l’Adaptive Cruise Control (ACC) con assistente al traffico Stop&Go, che decelera e accelera autonomamente e, su strade in buone condizioni di manutenzione, interviene anche sullo sterzo, o il Collision Avoid Assist (CAA) che, sulla base dei dati della telecamera anteriore, dell'ACC e dei sensori radar, calcola in pochi istanti una traiettoria adeguata per evitare l'impatto. Per quanto riguarda le motorizzazioni, è stata introdotta la versione g-tron, con alimentazione bivalente a gas metano e benzina, mentre la versione S5 monta un nuovo propulsore turbo a 6 cilindri a V di 90° da 354 CV di potenza e 500 Nm di coppia.

### Tecnica e meccanica
Basata sulla nona evoluzione della piattaforma Volkswagen MLB del Gruppo Volkswagen, al lancio la A5 è offerta con due motori a benzina e due diesel. I motori a benzina sono i 2.0 TFSI da 140 kW o 185 kW, mentre i motori diesel sono 2.0 TDI e 3.0 TDI, con 140 kW o 210 kW. Tutti i propulsori da 2,0 litri possono essere abbinati a un cambio manuale a 6 marce o a un automatico S Tronic/Tiptronic a 7/8 marce, mentre è di serie sulla 3.0 TDI.

### Audi RS5

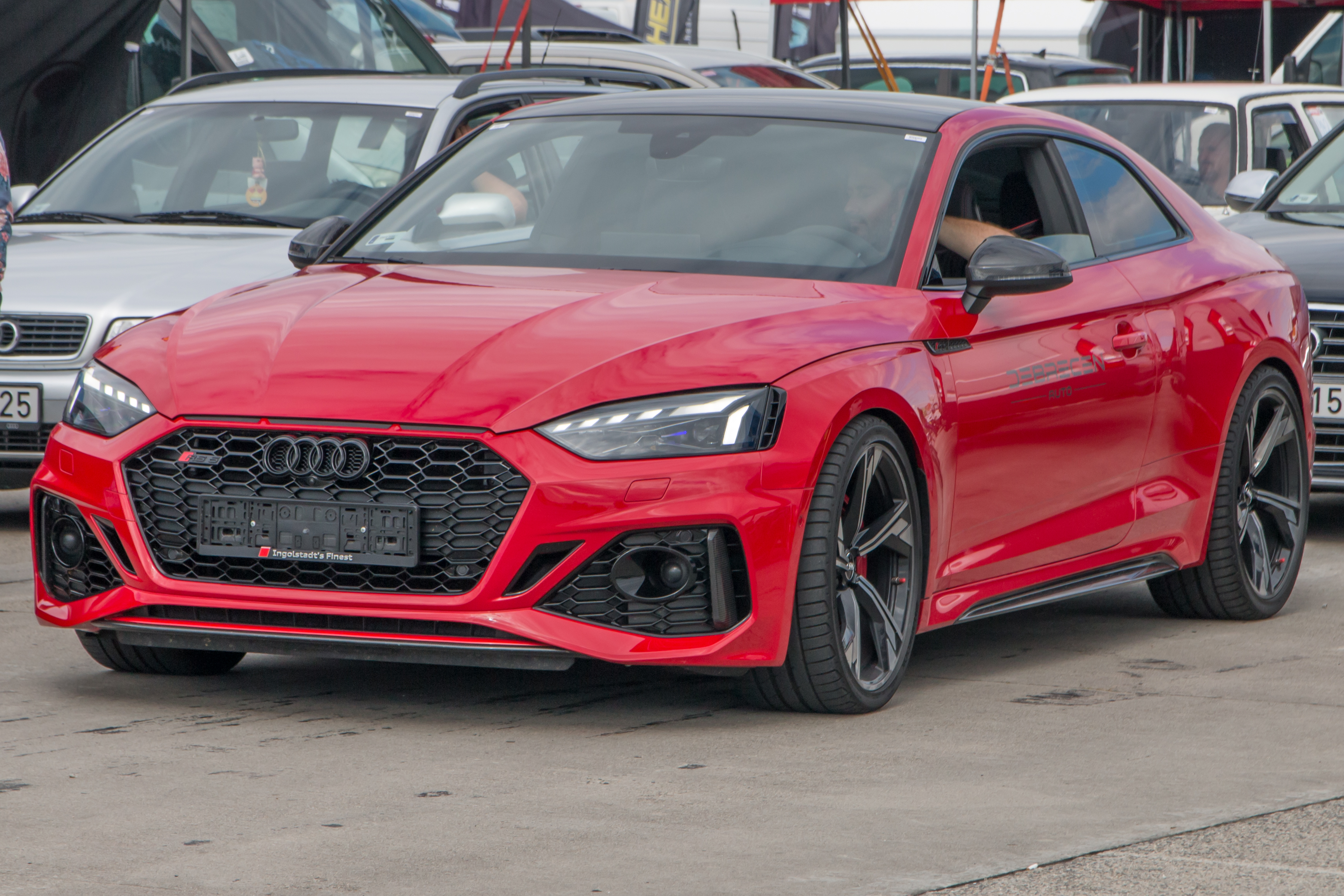
RS5

All'87º Salone di Ginevra nel marzo 2017 ha esordito la RS 5 Coupé, versione più sportiva della gamma, è alimentata da un motore biturbo V6 TFSI da 2,9 litri che produce 331 kW (450 CV) e 600 Nm di coppia, già utilizzato sulla Porsche Panamera 4S. È 60 kg più leggero del precedente V8 della vecchia generazione. La potenza viene trasferita al sistema di trazione integrale quattro attraverso un cambio automatico a 8 velocità. La RS 5 accelera da 0–100 km/h in 3,9 secondi, con una velocità massima autolimitata di 280 km/h. Inoltre, estetica è dotato di una griglia anteriore a nido d'ape, parafanghi più larghi e paraurti anteriore con splitter e prese d'aria più grandi rispetto alle A5 e S5.

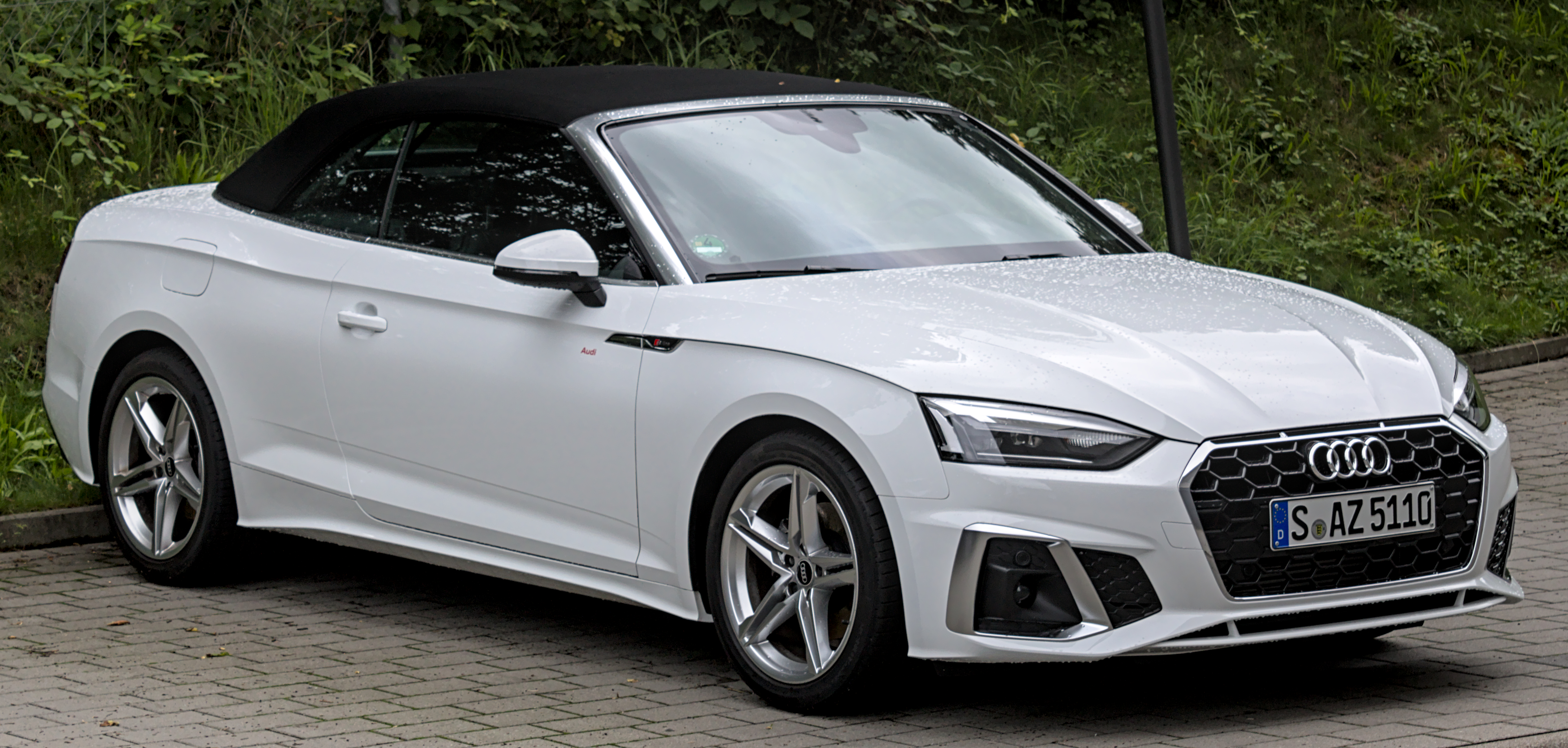
A5 Cabriolet restyling

A livello telaistico sono stati effettuati degli irrigidimenti alla struttura, con sospensioni anteriori e posteriori a cinque bracci accoppiate al sistema Dynamic Ride Control. Altre modifiche sono il cofano motore in fibra di carbonio e i freni anteriori in carboceramica.
Nel 2018 al salone di New York è stata presentata la variante berlina a 5 porte RS 5 Sportback.

### Restyling 2019
La versione restyling della Audi A5 è stata presentata a settembre 2019.